# Station Kikół
Station Kikół is een voormalig spoorwegstation in de Poolse plaats Kikół.
Het station lag aan de spoorlijn van Lubicz naar Sierpc.